# Thomas Lötscher

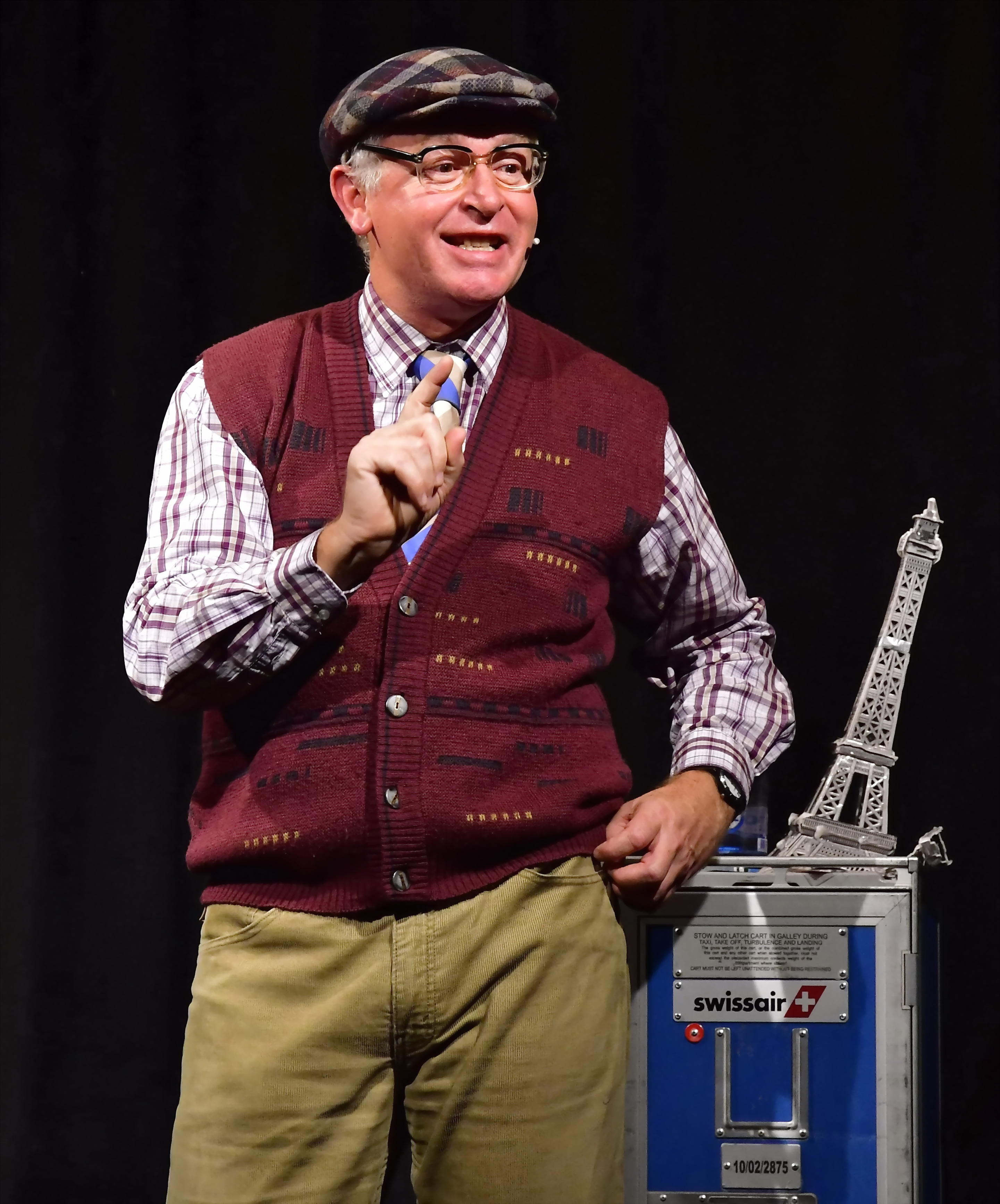
Thomas Lötscher als «Veri» im Wirtshaus im Schlachthof, München, 2017

Thomas Lötscher aka «Veri» (* 1960 in Entlebuch LU) ist ein Schweizer Kabarettist. Er lebt in Malters.

## Wirken
Lötscher ist unter anderem gelernter Wirtschaftsinformatiker und war zuvor als selbstständiger Unternehmensberater tätig, bevor er 2004 erstmals als Abwart «Veri» auftrat. In dieser Rolle trat er bereits in verschiedenen Soloprogrammen auf. 2009 lief sein Soloprogramm Typisch Verien! (Wortspiel aus Veri und Ferien).
Zuvor tourte er seit 2008 mit seinem Programm Ab- und Zufälle auch im grenznahen Ausland und erlangte überregionale Bekanntheit. Seither war er auch im Schweizer Fernsehen als Abwart «Veri» zu sehen und wurde mehrfach von Radiosendern eingeladen. Im August 2011 nahm er für die Sendereihe SRF bi de Lüt im Versteckte-Kamera-Format in seiner Rolle als Abwart Besucher des Verkehrshauses der Schweiz als vermeintliche Abfallsünder aufs Korn.

## Programme
- 2004: Abwart
- 2009: Typisch Verien!
- 2009: Rück-Blick (seit 2009 jährlicher Rück.Blick)
- 2017: UniVerität

## Auszeichnungen
- 2009: Internationaler Kleinkunstpreis «Herkules» (Publikumspreis), Klagenfurt am Wörthersee
- 2010: Freistädter Frischling (Jury- und Publikumspreis), Freistadt
- 2010: Paulaner Solo+ Jury- und Publikumspreis, Fürstenfeldbruck[4]
- 2011: Die Krönung (Publikumspreis), Burgdorf BE
- 2011: Krefelder Krähe, Krefeld
- 2012: Niederbayerischer Kabarettpreis (Jury- und Publikumspreis), Altdorf (Niederbayern)[5]
- 2013: Silberne Tuttlinger Krähe, Tuttlingen[6]
- 2014: Reinheimer Satirelöwe, Reinheim